# Saison 2020-2021 du Lightning de Tampa Bay
Autres saisons
Saison précédente Saison suivante
La saison 2020-2021 du Lightning de Tampa Bay est la 29e saison de hockey sur glace jouée par la franchise dans la Ligue nationale de hockey. Cette saison est particulière, à cause de la pandémie de la Covid-19, débute en janvier et se dispute sur un calendrier condensé de 56 matchs.

## Avant-saison

### Contexte
Après de nombreuses déceptions en Séries éliminatoires, la saison passée a enfin souri au Lighning. Avec un effectif regorgeant de talent et n’ayant perdu que quelques joueurs  (Braydon Coburn et Cédric Paquette principalement), les Bolts sont à nouveau considérer dans les favoris à la victoire finale.

### Mouvements d’effectifs

#### Transactions
| Date             | Acquisition du Lightning                                                                 | Partenaire d'échange     | Acquisition du partenaire                                                                        |
| ---------------- | ---------------------------------------------------------------------------------------- | ------------------------ | ------------------------------------------------------------------------------------------------ |
| 27 décembre 2020 | Marián Gáborík et Anders Nilsson                                                         | Sénateurs d'Ottawa       | Braydon Coburn, Cédric Paquette et un choix de deuxième tour au Repêchage de 2022                |
| 24 mars 2021     | Antoine Morand et un choix de septième tour au Repêchage de 2023 ou au Repêchage de 2024 | Ducks d'Anaheim          | Aleksandr Volkov                                                                                 |
| 10 avril 2021    | David Savard                                                                             | Red Wings de Détroit     | un choix de quatrième tour au Repêchage de 2021                                                  |
| 10 avril 2021    | Brian Lashoff                                                                            | Blue Jackets de Columbus | un choix de premier tour au Repêchage de 2021 et un choix de troisième tour au Repêchage de 2022 |
| 12 avril 2021    | Fredrik Claesson                                                                         | Sharks de San José       | Magnus Chrona                                                                                    |
| 17 juillet 2021  | un choix de septième tour au Repêchage de 2022                                           | Rangers de New York      | Barclay Goodrow                                                                                  |

#### Signatures d'agent libre
| Joueur             | Date             | Ancienne franchise           | Durée du contrat |
| ------------------ | ---------------- | ---------------------------- | ---------------- |
| Andreas Borgman    | 9 octobre 2020   | Blues de Saint-Louis         | 1 an             |
| Christopher Gibson | 9 octobre 2020   | Islanders de New York        | 1 an             |
| Jack Finley        | 12 décembre 2020 | Chiefs de Spokane            | 3 ans            |
| Gage Goncalves     | 13 décembre 2020 | Silvertips d'Everett         | 3 ans            |
| Cristoval Nieves   | 12 janvier 2021  | Rangers de New York          | 1 an             |
| Odeen Tufto        | 31 mars 2021     | Bobcats de Quinnipiac        | 1 an             |
| Cole Koepke        | 13 avril 2021    | Bulldogs de Minnesota-Duluth | 2 ans            |
| Hugo Alnefelt      | 1er mai 2021     | HV 71                        | 3 ans            |
| Amir Miftakhov     | 2 mai 2021       | Ak Bars Kazan                | 3 ans            |
| Simon Ryfors       | 12 mai 2021      | Rögle BK                     | 1 an             |
| Jack Thompson      | 19 mai 2021      | Wolves de Sudbury            | 3 ans            |
| Maxim Cajkovic     | 23 mai 2021      | Foreurs de Val-d'Or          | 3 ans            |

#### Départs d'agent libre
| Joueur            | Date             | Franchise suivante     |
| ----------------- | ---------------- | ---------------------- |
| Carter Verhaeghe  | 9 octobre 2020   | Panthers de la Floride |
| Kevin Shattenkirk | 9 octobre 2020   | Ducks d'Anaheim        |
| Zach Bogosian     | 11 octobre 2020  | Maple Leafs de Toronto |
| Scott Wedgewood   | 11 octobre 2020  | Devils du New Jersey   |
| Devante Stephens  | 23 novembre 2020 | Crunch de Syracuse     |
| Cameron Gaunce    | 9 octobre 2020   | Reign d'Ontario        |
| Patrick Sieloff   | 9 octobre 2020   | Wolf Pack de Hartford  |

#### Prolongations de contrat
| Joueur              | Date             | Durée du contrat |
| ------------------- | ---------------- | ---------------- |
| Mitchell Stephens   | 7 octobre 2020   | 2 ans            |
| Gemel Smith         | 7 octobre 2020   | 1 an             |
| Spencer Martin      | 9 octobre 2020   | 1 an             |
| Luke Schenn         | 9 octobre 2020   | 1 an             |
| Patrick Maroon      | 9 octobre 2020   | 2 ans            |
| Ross Colton         | 11 octobre 2020  | 1 an             |
| Ben Thomas          | 12 octobre 2020  | 1 an             |
| Mikhaïl Sergatchiov | 25 novembre 2020 | 1 an             |
| Erik Černák         | 22 décembre 2020 | 3 ans            |
| Jan Rutta           | 22 décembre 2020 | 2 ans            |
| Mathieu Joseph      | 23 décembre 2020 | 2 ans            |
| Aleksandr Volkov    | 23 décembre 2020 | 1 an             |
| Anthony Cirelli     | 24 décembre 2020 | 3 ans            |
| Daniel Walcott      | 10 mars 2021     | 2 ans            |
| Spencer Martin      | 4 mai 2021       | 1 an             |
| Fredrik Claesson    | 17 juillet 2021  | 1 an             |

### Joueurs repêchés
Le Lightning ne possèdent pas de choix de premier tour lors du repêchage de 2020 se déroulant virtuellement. La liste des joueurs repêchés en 2020 par Tampa Bay est la suivante :
| Tour | Choix | Nom              | Poste          | Nationalité | Équipe précédente              |
| ---- | ----- | ---------------- | -------------- | ----------- | ------------------------------ |
| 2    | 57    | Jack Finley      | Centre         | Canada      | Chiefs de Spokane (LHOu)       |
| 2    | 62    | Gage Goncalves   | Centre         | Canada      | Silvertips d'Everett (LHOu)    |
| 3    | 85    | Maksim Grochev   | Ailier droit   | Russie      | Neftekhimik Nijnekamsk (KHL)   |
| 3    | 93    | Jack Thompson    | Défenseur      | Canada      | Wolves de Sudbury (LHO)        |
| 4    | 116   | Eamon Powell     | Centre         | États-Unis  | USNTDP U18 (USHL)              |
| 5    | 147   | Jaydon Dureau    | Ailier gauche  | Canada      | Winterhawks de Portland (LHOu) |
| 6    | 157   | Nicholas Capone  | Ailier droit   | Canada      | Storm de Tri-City (USHL)       |
| 6    | 186   | Amir Miftakhov   | Gardien de but | Russie      | Irbis Kazan (MHL)              |
| 7    | 217   | Declan Mcdonnell | Ailier droit   | Canada      | Rangers de Kitchener (LHO)     |

Les Lightning ont également cédé trois de leurs choix d'origine :
- le 31e, un choix de premier tour aux Sharks de San José le 24 février 2020 en compagnie d’Anthony Greco, en retour de Barclay Goodrow et un choix de troisième tour en 2020 (85e au total)[38].
- le 124e, un choix de quatrième tour aux Canadiens de Montréal le 7 octobre 2020 en compagnie d'un choix de deuxième tour en 2021, en retour d’un choix de deuxième tour en 2020 (57e au total)[37].
- le 155e, un choix de cinquième tour acquis par les Sénateurs d'Ottawa lors d'un échange le 30 juillet 2019 en compagnie de Ryan Callahan, en retour de Mike Condon et un choix de sixième tour en 2020 (157e au total)[39].

## Composition de l'équipe
L'équipe 2020-2021 du Lightning est entraînée au départ par Jon Cooper, assisté de Jeff Halpern, Frantz Jean, Nigel Kirwan, Derek Lalonde et Rob Zettler ; le directeur général de la franchise est Julien Brisebois.
Les joueurs utilisés depuis le début de la saison sont inscrits dans le tableau ci-dessous. Les buts des séances de tir de fusillade ne sont pas comptés dans ces statistiques. Certains des joueurs ont également joué des matchs avec l'équipe associée au Lightning : les Crunch de Syracuse, franchise de la Ligue américaine de hockey.
En raison de la pandémie, la ligue met en place un encadrement élargis appelé Taxi-squad. Il s'agit de joueurs se tenant à disposition avec l'équipe prêt à remplacer un joueur qui serait tester positif à la COVID-19. Six parmi eux n'ont disputé aucune rencontre avec le Lightning, il s'agit de Jack Finley, de Gage Goncalves, de Boris Katchouk, de Spencer Martin, de Taylor Raddysh et d’Odeen Tufto.
| No | Nationalité | Joueur             | PJ | V  | D  | DP | Min   | BC | BL | Moy  | %Arr | A | Pun | Commentaire |
| -- | ----------- | ------------------ | -- | -- | -- | -- | ----- | -- | -- | ---- | ---- | - | --- | ----------- |
| 33 | Finlande    | Christopher Gibson | 2  | 1  | 1  | 0  | 113   | 5  | 0  | 2,66 | 87,5 | 0 | 0   |             |
| 35 | Canada      | Curtis McElhinney  | 12 | 4  | 6  | 2  | 719   | 37 | 1  | 3,09 | 87,5 | 4 | 0   |             |
| 88 | Russie      | Andreï Vassilevski | 42 | 31 | 10 | 1  | 2 524 | 93 | 5  | 2,21 | 92,5 | 0 | 2   |             |

| No | Nationalité        | Joueur              | PJ | B | A  | Pts | Pun | Commentaire                                            |
| -- | ------------------ | ------------------- | -- | - | -- | --- | --- | ------------------------------------------------------ |
| 2  | Canada             | Luke Schenn         | 38 | 2 | 2  | 4   | 51  |                                                        |
| 3  | Suède              | Fredrik Claesson    | 2  | 0 | 0  | 0   | 12  | A fini la saison avec les Sharks José                  |
| 5  | Suède              | Andreas Borgman     | 7  | 0 | 2  | 2   | 4   |                                                        |
| 27 | États-Unis         | Ryan McDonagh       | 50 | 4 | 8  | 12  | 14  | assistant capitaine                                    |
| 44 | République tchèque | Jan Rutta           | 35 | 0 | 8  | 8   | 22  |                                                        |
| 52 | États-Unis         | Callan Foote        | 35 | 1 | 2  | 3   | 29  |                                                        |
| 56 | Canada             | Ben Thomas          | 5  | 0 | 0  | 0   | 0   |                                                        |
| 58 | Canada             | David Savard        | 14 | 0 | 0  | 0   | 0   | A commencé la saison avec les Blue Jackets de Columbus |
| 77 | Suède              | Victor Hedman       | 54 | 9 | 36 | 45  | 28  | assistant capitaine                                    |
| 81 | Slovaquie          | Erik Černák         | 46 | 5 | 13 | 18  | 38  |                                                        |
| 98 | Russie             | Mikhaïl Sergatchiov | 56 | 4 | 26 | 30  | 30  |                                                        |

| No | Nationalité        | Joueur            | Poste | PJ | B  | A  | Pts | Pun | Commentaire                               |
| -- | ------------------ | ----------------- | ----- | -- | -- | -- | --- | --- | ----------------------------------------- |
| 7  | Canada             | Mathieu Joseph    | AD    | 56 | 12 | 7  | 19  | 10  |                                           |
| 9  | États-Unis         | Tyler Johnson     | C     | 55 | 8  | 14 | 22  | 16  |                                           |
| 14 | États-Unis         | Patrick Maroon    | AG    | 55 | 4  | 14 | 18  | 60  |                                           |
| 17 | États-Unis         | Alexander Killorn | AG    | 56 | 15 | 18 | 33  | 37  | assistant capitaine                       |
| 18 | République tchèque | Ondřej Palát      | AG    | 55 | 15 | 31 | 46  | 26  |                                           |
| 19 | Canada             | Barclay Goodrow   | AD    | 55 | 6  | 14 | 20  | 52  |                                           |
| 20 | États-Unis         | Blake Coleman     | C     | 55 | 14 | 17 | 31  | 37  |                                           |
| 21 | Canada             | Brayden Point     | C     | 56 | 23 | 25 | 48  | 11  |                                           |
| 37 | Canada             | Yanni Gourde      | C     | 56 | 17 | 19 | 36  | 44  |                                           |
| 46 | Canada             | Gemel Smith       | C     | 5  | 0  | 3  | 3   | 11  |                                           |
| 60 | Canada             | Alex Barré-Boulet | C     | 15 | 3  | 0  | 3   | 0   |                                           |
| 67 | Canada             | Mitchell Stephens | C     | 7  | 0  | 1  | 1   | 0   |                                           |
| 71 | Canada             | Anthony Cirelli   | C     | 50 | 9  | 13 | 22  | 10  |                                           |
| 79 | États-Unis         | Ross Colton       | C     | 30 | 9  | 3  | 12  | 16  |                                           |
| 85 | Canada             | Daniel Walcott    | AG    | 1  | 0  | 0  | 0   | 5   |                                           |
| 86 | Russie             | Nikita Koutcherov | AD    | -- | -- | -- | --  | --  |                                           |
| 91 | Canada             | Steven Stamkos    | C     | 38 | 17 | 17 | 34  | 16  | capitaine de l'équipe                     |
| 92 | Russie             | Aleksandr Volkov  | AD    | 19 | 3  | 2  | 5   | 4   | A fini la saison avec les Ducks d'Anaheim |

## Saison régulière

### Match après match
Cette section présente les résultats de la saison régulière qui s'est déroulée du 13 janvier au 12 mai. Le calendrier de cette dernière est annoncé par la ligue le 23 décembre 2020.
Nota : les résultats sont indiqués dans la boîte déroulante ci-dessous afin de ne pas surcharger l'affichage de la page. La colonne « Fiche » indique à chaque match le parcours de l'équipe au niveau des victoires, défaites et défaites en prolongation ou lors de la séance de tir de fusillade (dans l'ordre). La colonne « Pts » indique les points récoltés par l'équipe au cours de la saison. Une victoire rapporte deux points et une défaite en prolongation, un seul.
| No | Date        | Adversaire   | Lieu      | Score    | Buteur(s) des Hurricanes | Fiche   | Pts | Gardien de but | Patinoire                | Résumé     |
| -- | ----------- | ------------ | --------- | -------- | --- | ------- | --- | -------------- | ------------------------ | ---------- |
| 1  | 13 janvier  | Blackhawks   | Tampa     | 5-1      | Palat (Hedman - Stamkos) Joseph (Killorn - Cirelli) Cirelli (Cernak - Killorn) Stamkos (Point - Hedman) Point (Stamkos - Sergachev)                              | 1-0-0   | 2   | Vasilevskiy    | Amalie Arena             | [ fdm 1 ]  |
| 2  | 15 janvier  | Blackhawks   | Tampa     | 5-2      | Palat (Stamkos) Killorn (Johnson - Cirelli) Coleman (Goodrow - Gourde) Gourde (Coleman - Goodrow) Stamkos (Palat - Point)                                        | 2-0-0   | 4   | Vasilevskiy    | Amalie Arena             | [ fdm 2 ]  |
| 3  | 21 janvier  | Blue Jackets | Columbus  | 3-2 (P)  | Coleman (McDonagh - Gourde) Joseph (McDonagh - Cirelli) Point (Hedman - Stamkos)                                                                                 | 3-0-0   | 6   | Vasilevskiy    | Nationwide Arena         | [ fdm 3 ]  |
| 4  | 23 janvier  | Blue Jackets | Columbus  | 2-5      | Hedman (Stephens - Volkov) Palat (Point - Hedman) | 3-1-0   | 6   | Vasilevskiy    | Nationwide Arena         | [ fdm 4 ]  |
| 5  | 28 janvier  | Hurricanes   | Raleigh   | 0-1 (P)  | | 3-1-1   | 7   | Vasilevskiy    | PNC Arena                | [ fdm 5 ]  |
| 6  | 30 janvier  | Predators    | Tampa     | 4-3      | Johnson (Cirelli - Sergachev) Foote (Sergachev - Point) Hedman (Cirelli - Killorn) Stamkos (Hedman - Point)                                                      | 4-1-1   | 9   | Vasilevskiy    | Amalie Arena             | [ fdm 6 ]  |
| 7  | 1er février | Predators    | Tampa     | 5-2      | Palat (Stamkos - Rutta) Gourde (Johnson - Cirelli) Point (Joseph - Sergachev) Stamkos (Hedman - Killorn) Gourde (Goodrow)                                        | 5-1-1   | 11  | Vasilevskiy    | Amalie Arena             | [ fdm 7 ]  |
| 8  | 3 février   | Red Wings    | Tampa     | 5-1      | Hedman (Johnson) Cirelli (Schenn - Hedman) McDonagh (Coleman - Goodrow) Point (Stamkos - Palat) Killorn (Sergachev - Coleman)                                    | 6-1-1   | 13  | Vasilevskiy    | Amalie Arena             | [ fdm 8 ]  |
| 9  | 5 février   | Red wings    | Tampa     | 3-1      | Maroon Goodrow (Rutta - Point) Goodrow (Coleman - McDonagh) | 7-1-1   | 15  | Vasilevskiy    | Amalie Arena             | [ fdm 9 ]  |
| 10 | 8 février   | Predators    | Nashville | 4-1      | Cirelli (Killorn - Cernak) Cirelli (Sergachev - Maroon) Coleman (Goodrow - Gourde) Stamkos (Point)                                                               | 8-1-1   | 17  | McElhinney     | Bridgestone Arena        | [ fdm 10 ] |
| 11 | 9 février   | Predators    | Nashville | 6-1      | Stamkos (Point - Sergachev) Palat (Stamkos - Point) Joseph (Sergachev - Maroon) Gourde (Sergachev - Hedman) Stamkos (Point - Palat) Joseph (Hedman - Volkov)     | 9-1-1   | 19  | Vasilevskiy    | Bridgestone Arena        | [ fdm 11 ] |
| 12 | 11 février  | Panthers     | Sunrise   | 2-5      | Point (Palat - Hedman) Point (Hedman - Vasilevskiy) | 9-2-1   | 19  | Vasilevskiy    | BB&T Center              | [ fdm 12 ] |
| 13 | 13 février  | Panthers     | Sunrise   | 6-1      | Palat (Hedman - Sergachev) Joseph Johnson (Smith) Johnson (Palat - Rutta) Volkov (Smith - Joseph) Goodrow (Gourde)                                               | 10-2-1  | 21  | Vasilevskiy    | BB&T Center              | [ fdm 13 ] |
| 14 | 15 février  | Panthers     | Tampa     | 4-6      | Stamkos (Cernak - Point) Volkov (McDonagh) Volkov (Maroon - Smith) Johnson (Joseph - Sergachev)                                                                  | 10-3-1  | 21  | McElhinney     | Amalie Arena             | [ fdm 14 ] |
| 15 | 20 février  | Hurricanes   | Raleigh   | 0-4      | | 10-4-1  | 21  | Vasilevskiy    | PNC Arena                | [ fdm 15 ] |
| 16 | 22 février  | Hurricanes   | Raleigh   | 4-2      | Stamkos (Hedman - Palat) Hedman (Sergachev - Stamkos) Palat (Rutta- Point) Killorn (Cernak)                                                                      | 11-4-1  | 23  | Vasilevskiy    | PNC Arena                | [ fdm 16 ] |
| 17 | 24 février  | Hurricanes   | Tampa     | 3-0      | Colton (Hedman - Killorn) Coleman (Gourde - Maroon) Goodrow (Killorn)                                                                                            | 12-4-1  | 25  | Vasilevskiy    | Amalie Arena             | [ fdm 17 ] |
| 18 | 25 février  | Hurricanes   | Tampa     | 3-1      | Sergachev (Point) Gourde (Hedman) Goodrow | 13-4-1  | 27  | McElhinney     | Amalie Arena             | [ fdm 18 ] |
| 19 | 27 février  | Stars        | Tampa     | 5-0      | Palat Cirelli (Stamkos - Rutta) Point (Johnson - Sergachev) Maroon (Johnson - Sergachev) Stamkos (Cirelli)                                                       | 14-4-1  | 29  | Vasilevskiy    | Amalie Arena             | [ fdm 19 ] |
| 20 | 2 mars      | Stars        | Dallas    | 2-0      | Palat (Hedman - Stamkos) Gourde (Coleman) | 15-4-1  | 31  | Vasilevskiy    | American Airlines Center | [ fdm 20 ] |
| 21 | 4 mars      | Blackhawks   | Chicago   | 3-2 (P)  | Cirelli (Rutta - Killorn) Stamkos (Gourde) Killorn (Hedman) | 16-4-1  | 33  | Vasilevskiy    | United Center            | [ fdm 21 ] |
| 22 | 5 mars      | Blackhawks   | Chicago   | 4-3 (TF) | Cirelli (Point - Palat) · Killorn (Hedman - Palat) · McDonagh (Killorn - Johnson) · TF : Hedman - Point - Stamkos                                                | 16-4-2  | 34  | McElhinney     | United Center            | [ fdm 22 ] |
| 23 | 7 mars      | Blackhawks   | Chicago   | 6-3      | Palat (Hedman - Stamkos) Gourde (Cernak) Hedman (Point - Palat) Gourde (Sergachev - Cirelli) Killorn (Gourde - McDonagh) Maroon (Gourde - Joseph)                | 17-4-2  | 36  | Vasilevskiy    | United Center            | [ fdm 23 ] |
| 24 | 9 mars      | Red wings    | Détroit   | 4-3 (P)  | Point (Palat - Hedman) Johnson (Coleman - Cernak) Cernak (Maroon) Coleman (Johnson - Sergachev)                                                                  | 18-4-2  | 38  | Vasilevskiy    | Little Caesars Arena     | [ fdm 24 ] |
| 25 | 11 mars     | Red wings    | Détroit   | 4-6      | Sergachev (Palat - Cirelli) Stamkos (Killorn - Palat) Point Palat (Point - Stamkos)                                                                              | 18-5-2  | 38  | McElhinney     | Little Caesars Arena     | [ fdm 25 ] |
| 26 | 13 mars     | Predators    | Tampa     | 6-3      | Johnson (Cernak - Coleman) Joseph (Cernak - Stamkos) Killorn (Palat - Hedman) Point (Sergachev) Coleman (Goodrow - Johnson) Cirelli (McDonagh - Palat)           | 19-5-2  | 40  | Vasilevskiy    | Amalie Arena             | [ fdm 26 ] |
| 27 | 15 mars     | Predators    | Tampa     | 1-4      | Stamkos (Gourde - Killorn) | 19-6-2  | 40  | McElhinney     | Amalie Arena             | [ fdm 27 ] |
| 28 | 16 mars     | Stars        | Dallas    | 4-3 (TF) | Point (Palat - Cirelli) · Joseph (Maroon - Colton) · Stamkos (Hedman - Point) · TF : Colton - Point                                                              | 20-6-2  | 42  | Vasilevskiy    | American Airlines Center | [ fdm 28 ] |
| 29 | 18 mars     | Blackhawks   | Tampa     | 4-2      | Killorn (Hedman - Stamkos) Gourde (Sergachev - Vasilevskiy) Colton (Joseph - Maroon) Hedman                                                                      | 21-6-2  | 44  | Vasilevskiy    | Amalie Arena             | [ fdm 29 ] |
| 30 | 20 mars     | Blackhawks   | Tampa     | 4-1      | Point (Killorn - Stamkos) Cirelli (Sergachev - Hedman) Gourde (Coleman - Hedman) Stamkos (Killorn - Hedman)                                                      | 22-6-2  | 46  | Vasilevskiy    | Amalie Arena             | [ fdm 30 ] |
| 31 | 21 mars     | Panthers     | Tampa     | 5-3      | Gourde (Goodrow - Coleman) Killorn (Cernak - Point) Joseph (Colton - Maroon) Johnson (Gourde - Cirelli) Point (Palat - Coleman)                                  | 23-6-2  | 48  | McElhinney     | Amalie Arena             | [ fdm 31 ] |
| 32 | 23 mars     | Stars        | Dallas    | 2-1      | Stamkos (Hedman - Palat) Gourde | 24-6-2  | 50  | Vasilevskiy    | American Airlines Center | [ fdm 32 ] |
| 33 | 25 mars     | Stars        | Dallas    | 3-4      | Gourde (Foote - Palat) Killorn (Cirelli - Sergachev) Palat (Gourde -Rutta)                                                                                       | 24-7-2  | 50  | Vasilevskiy    | American Airlines Center | [ fdm 33 ] |
| 34 | 27 mars     | Hurricanes   | Raleigh   | 3-4      | Coleman (Rutta - Goodrow) Maroon (Colton) Joseph (Maroon) | 24-8-2  | 50  | Vasilevskiy    | PNC Arena                | [ fdm 34 ] |
| 35 | 30 mars     | Blue Jackets | Tampa     | 1-3      | Joseph (Schenn - Borgman) | 24-9-2  | 50  | McElhinney     | Amalie Arena             | [ fdm 35 ] |
| 36 | 1er avril   | Blue Jackets | Tampa     | 3-2      | Point (Stamkos - Hedman) Colton (Maroon - Joseph) Point (Palat - Johnson)                                                                                        | 25-9-2  | 52  | Vasilevskiy    | Amalie Arena             | [ fdm 36 ] |
| 37 | 3 avril     | Red wings    | Tampa     | 2-1      | Colton (Maroon - Borgman) Point (Hedman - Palat) | 26-9-2  | 54  | Vasilevskiy    | Amalie Arena             | [ fdm 37 ] |
| 38 | 4 avril     | Red wings    | Tampa     | 1-5      | Hedman (Stamkos - Foote) | 26-10-2 | 54  | Gibson         | Amalie Arena             | [ fdm 38 ] |
| 39 | 6 avril     | Blue Jackets | Columbus  | 2-4      | Colton (Johnson - Maroon) Schenn (McDonagh - Maroon) | 26-11-2 | 54  | Vasilevskiy    | Nationwide Arena         | [ fdm 39 ] |
| 40 | 8 avril     | Blue Jackets | Columbus  | 6-4      | Coleman (Gourde - Goodrow) Stamkos (Hedman - Palat) Goodrow (Gourde - Coleman) McDonagh (Gourde - Coleman) Colton (Johnson - Maroon) McDonagh (Gourde - Goodrow) | 27-11-2 | 56  | Vasilevskiy    | Nationwide Arena         | [ fdm 40 ] |
| 41 | 10 avril    | Predators    | Nashville | 3-0      | Colton (Gourde - Sergachev) Cernak (Palat - Point) Gourde | 28-11-2 | 58  | Vasilevskiy    | Bridgestone Arena        | [ fdm 41 ] |
| 42 | 13 avril    | Predators    | Nashville | 2-7      | Point (Hedman - Sergachev) Gourde (Cernak) | 28-12-2 | 58  | McElhinney     | Bridgestone Arena        | [ fdm 42 ] |
| 43 | 15 avril    | Panthers     | Tampa     | 3-2 (P)  | Killorn (Vasilevskiy) Colton (Sergachev - Coleman) Hedman (Killorn)                                                                                              | 29-12-2 | 60  | Vasilevskiy    | Amalie Arena             | [ fdm 43 ] |
| 44 | 17 avril    | Panthers     | Tampa     | 3-5      | Point (Sergachev - Palat) Cernak (Coleman - Hedman) Joseph (Hedman - Point)                                                                                      | 29-13-2 | 60  | Vasilevskiy    | Amalie Arena             | [ fdm 44 ] |
| 45 | 19 avril    | Hurricanes   | Tampa     | 3-2 (P)  | Killorn (Johnson - Cirelli) Point (Palat - Hedman) Gourde (Killorn)                                                                                              | 30-13-2 | 62  | Vasilevskiy    | Amalie Arena             | [ fdm 45 ] |
| 46 | 20 avril    | Hurricanes   | Tampa     | 1-4      | Point (Palat - McDonagh) | 30-14-2 | 62  | Vasilevskiy    | Amalie Arena             | [ fdm 46 ] |
| 47 | 22 avril    | Blue Jackets | Tampa     | 3-1      | Coleman (Gourde) Palat (Killorn) Coleman | 31-14-2 | 64  | McElhinney     | Amalie Arena             | [ fdm 47 ] |
| 48 | 25 avril    | Blue Jackets | Tampa     | 4-3 (P)  | Palat (Point) Joseph (Point - Palat) Barré-Boulet (Palat - Hedman) Hedman (Point)                                                                                | 32-14-2 | 66  | Vasilevskiy    | Amalie Arena             | [ fdm 48 ] |
| 49 | 27 avril    | Blackhawks   | Chicago   | 7-4      | Cernak Gourde (Sergachev - Coleman) Barré-Boulet (Palat - Point) Point (Palat) Coleman (Johnson - Goodrow) Killorn (Sergachev - Point) Killorn (Cernak)          | 33-14-2 | 68  | Vasilevskiy    | United Center            | [ fdm 49 ] |
| 50 | 29 avril    | Stars        | Tampa     | 3-0      | Palat Coleman Point (Vasilevskiy) | 34-14-2 | 70  | Vasilevskiy    | Amalie Arena             | [ fdm 50 ] |
| 51 | 1er mai     | Red wings    | Détroit   | 0-1 (TF) | TF : Colton - Point - Barré-Boulet - Hedman - Sergachev - Coleman - Johnson - Gourde                                                                             | 34-14-3 | 71  | McElhinney     | Little Caesars Arena     | [ fdm 51 ] |
| 52 | 2 mai       | Red wings    | Détroit   | 2-1      | Coleman (Goodrow) Sergachev (Gourde - Coleman) | 35-14-3 | 73  | Gibson         | Little Caesars Arena     | [ fdm 52 ] |
| 53 | 5 mai       | Stars        | Tampa     | 6-2      | Johnson (Killorn) Killorn (Gourde - Point) Point Cernak (Goodrow - Coleman) Colton (Joseph - Cernak) Sergachev (Cernak - Johnson)                                | 36-14-3 | 75  | Vasilevskiy    | Amalie Arena             | [ fdm 53 ] |
| 54 | 7 mai       | Stars        | Tampa     | 2-5      | Coleman (Hedman - Goodrow) Barré-Boulet (Palat - Killorn) | 36-14-3 | 75  | McElhinney     | Amalie Arena             | [ fdm 54 ] |
| 55 | 8 mai       | Panthers     | Sunrise   | 1-5      | Schenn (Gourde - Goodrow) | 36-14-3 | 75  | Vasilevskiy    | BB&T Center              | [ fdm 55 ] |
| 56 | 10 mai      | Panthers     | Sunrise   | 0-4      | | 36-14-3 | 75  | Vasilevskiy    | BB&T Center              | [ fdm 56 ] |

### Classement de l'équipe
L'équipe du Lightning finit à la troisième place de la division Centrale Discover et e qualifient pour les Séries éliminatoires, les Hurricanes de la Caroline sont sacrés champions de la division. Au niveau de la Ligue nationale de hockey, cela les place à la huitième place, les premiers étant l'Avalanche du Colorado avec huitante-deux points.
| Clt   | Équipe                    | PJ | V  | D  | DP | BP  | BC  | Pts |
| ----- | ------------------------- | -- | -- | -- | -- | --- | --- | --- |
| +001, | Hurricanes de la Caroline | 56 | 36 | 12 | 8  | 179 | 136 | 80  |
| +002, | Panthers de la Floride    | 56 | 37 | 14 | 5  | 189 | 153 | 79  |
| +003, | Lightning de Tampa Bay    | 56 | 36 | 17 | 3  | 181 | 147 | 75  |
| +004, | Predators de Nashville    | 56 | 31 | 23 | 2  | 156 | 154 | 64  |
| +005, | Stars de Dallas           | 56 | 23 | 19 | 14 | 158 | 154 | 60  |
| +006, | Blackhawks de Chicago     | 56 | 24 | 25 | 7  | 161 | 186 | 55  |
| +007, | Red Wings de Détroit      | 56 | 19 | 27 | 10 | 127 | 171 | 48  |
| +008, | Blue Jackets de Columbus  | 56 | 18 | 26 | 12 | 137 | 187 | 48  |

- En gras : champion de la saison régulière
- En italique : qualifié pour les séries éliminatoires

Avec cent-huitante et un buts inscrits, le Lightning possèdent la huitième attaque de la ligue, les meilleures étant l'Avalanche du Colorado avec cent-nonante-sept buts et les moins performants étant les Ducks d'Anaheim avec cent-vingt-six buts. Au niveau défensif, le Lightning accorde cent-quarante-sept buts, soit une sixième place pour la ligue, les Golden Knights de Vegas est l'équipe qui a concédé le moins de buts (cent-vingt-quatre) alors qu'au contraire, les Flyers de Philadelphie en accordent deux-cent-un buts.

### Meneurs de la saison
Brayden Point est le joueur du Lightning qui a inscrit le plus de buts (vingt-trois), le classant à la 21e position au niveau de la ligue. Ce classement est remporté par Auston Matthews des Maple Leafs de Toronto avec quarante et une réalisations.
Le joueur comptabilisant le plus d'aides chez le Lightning est Victor Hedman avec trente-six, ce qui le classe au 20e rang au niveau de la ligue. le meilleur étant Connor McDavid des Oilers d'Edmonton avec septante et une passes comptabilisées.
Brayden Point, obtenant un total de quarante-huit points est le joueur du Lightning le mieux placé au classement par point, terminant à la 17e place au niveau de la ligue. Connor McDavid en comptabilise cent-quatre pour remporter ce classement.
Au niveau des défenseurs, Victor Hedman est le défenseur le plus prolifique de la saison avec un total de quarante-cinq points, terminant à la 4e place au niveau de la ligue. Tyson Barrie des Oilers d'Edmonton est le défenseur comptabilisant le plus de points avec un total de quarante-huit.
Concernant les Gardien, Andrei Vasilevskiy accorde nonante-trois buts en deux-mille-cinq-cent-vingt-quatre minutes, pour un pourcentage d’arrêt de nonante-deux, cinq et Curtis McElhinney accorde trente-sept buts en sept-cent-vingt minutes, pour un pourcentage d’arrêt de huitante-sept, cinq. Jack Campbell est le gardien ayant accordé le moins de buts (quarante-trois) et Connor Hellebuyck le plus (cent-douze), Hellebuyck est également le gardien disputant le plus de minutes de jeu (deux-mille-six-cent-deux), Alexander Nedeljkovic est le gardien présentant le meilleur taux d’arrêts avec (nonante-trois, deux) et Carter Hart le pire (huitante-sept, sept.
À propos des recrues, Ross Colton comptabilise douze points, finissant à la 26e place au niveau de la ligue. Kirill Kaprizov du Wild du Minnesota est la recrue la plus prolifique avec un total de cinquante et un point.
Enfin, au niveau des pénalités, le Lightning a totalisé cinq-cent-nonante-sept minutes de pénalité dont soixante minutes pour Pat Maroon, ils sont l’équipe la plus pénalisée de la saison. Le joueur le plus pénalisé de la ligue est Tom Wilson des Capitals de Washington avec nonante-six minutes et l'équipe la plus pénalisée est le Lightning de Tampa Bay.

## Séries éliminatoires

### Déroulement des séries

#### Premier tour contre les Panthers
Les Panthers de la Floride, deuxièmes de la division Centrale à un point des Hurricanes de la Caroline, sont confrontés à la troisième équipe de la division, le Lightning de Tampa Bay. Cette série marque le premier affrontement entre deux équipes de la Floride dans l'histoire des séries éliminatoires de la Coupe Stanley. Au cours de la saison, les confrontations entre les deux équipes ont été marquées par un grand nombre de pénalités, 42 minutes en moyenne par match, avec un point d'orgue de 154 minutes au cours de l'avant-dernier match de la saison. Les Panthers ont remporté cinq des huit matchs qui les ont opposés en saison régulière, dont les trois derniers. Tampa Bay peut compter sur Andreï Vassilevski gardien avec le plus grand nombre de victoires du circuit lors de la saison régulière et sur le retour de blessure de Nikita Koutcherov qui n'a pas joué de la saison régulière alors que du côté des Panthers Jonathan Huberdeau est onzième pointeur et Aleksander Barkov neuvième buteur et quinzième pointeur de la LNH,.
| 16 mai 2021 | Floride | 4-5 (2-1, 0-2, 2-2) | Tampa Bay | BB&T Center 9 646 spectateurs |

| Feuille de match | Feuille de match | Feuille de match                    | Feuille de match | Feuille de match                                               |
| ---------------- | --- | ----------------------------------- | --- | -------------------------------------------------------------- |
|                  | Barkov (Huberdeau, Yandle) — 9 min 41 s (SN) Verhaeghe (Barkov, Yandle) — 16 min 31 s Huberdeau (Bennett, Tippett) — 41 min 27 s Tippett (Huberdeau, Bennett) — 44 min 9 s | 0-1 1-1 2-1 2-2 2-3 3-3 4-3 4-4 4-5 | Coleman (Gourde, McDonagh) — 7 min 42 s (IN) Koutcherov (Hedman, Stamkos) — 24 min 58 s (SN) Koutcherov (Hedman, Stamkos) — 34 min 51 s (SN) Point (Koutcherov, Hedman) — 53 min (SN) Point (McDonagh) — 58 min 46 s | Arbitrage : Dan O'Rourke, Kyle Rehman Brad Kovachik, Kory Nagy |
| Bobrovski        | Gardiens | Vassilevski                         | | Arbitrage : Dan O'Rourke, Kyle Rehman Brad Kovachik, Kory Nagy |
| 18 min           | Pénalités | 16 min                              | | Arbitrage : Dan O'Rourke, Kyle Rehman Brad Kovachik, Kory Nagy |
| 39               | Tirs | 40                                  | | Arbitrage : Dan O'Rourke, Kyle Rehman Brad Kovachik, Kory Nagy |

| 18 mai 2021 | Floride | 1-3 (0-2, 1-0, 0-1) | Tampa Bay | BB&T Center 9 646 spectateurs |

| Feuille de match | Feuille de match                            | Feuille de match | Feuille de match                                                                                                 | Feuille de match                                                  |
| ---------------- | ------------------------------------------- | ---------------- | --- | ----------------------------------------------------------------- |
|                  | Marchment (Verhaeghe, Barkov) — 34 min 21 s | 0-1 0-2 1-2 1-3  | Stamkos (Killorn, Savard) — 4 min 52 s Palát (Point, Koutcherov) — 14 min 57 s Gourde (Palát) — 58 min 35 s (CV) | Arbitrage : Steve Kozari, Brian Pochmara Brad Kovachik, Kory Nagy |
| Driedger         | Gardiens                                    | Vassilevski      | | Arbitrage : Steve Kozari, Brian Pochmara Brad Kovachik, Kory Nagy |
| 18 min           | Pénalités                                   | 8 min            | | Arbitrage : Steve Kozari, Brian Pochmara Brad Kovachik, Kory Nagy |
| 33               | Tirs                                        | 29               | | Arbitrage : Steve Kozari, Brian Pochmara Brad Kovachik, Kory Nagy |

| 20 mai 2021 | Tampa Bay | 5-6 (pr) (0-2, 5-1, 0-2, 0-1) | Floride | Amalie Arena 9 508 spectateurs |

| Feuille de match | Feuille de match | Feuille de match                            | Feuille de match | Feuille de match                                                            |
| ---------------- | --- | ------------------------------------------- | --- | --------------------------------------------------------------------------- |
|                  | Cirelli (Hedman, Killorn) — 21 min 57 s Colton (Coleman) — 25 min 46 s Stamkos (McDonagh) — 28 min 38 s Point (Koutcherov, Hedman) — 34 min 17 s (SN) Killorn (Hedman, Point) — 38 min 17 s (SN) | 0-1 0-2 1-2 2-2 3-2 3-3 4-3 5-3 5-4 5-5 5-6 | Bennett (Huberdeau, Tippett) — 4 min 31 s Gudas (Forsling, Huberdeau) — 7 min 5 s Wennberg (Weegar, Tippett) — 32 min 34 s (SN) Hörnqvist (Huberdeau, Barkov) — 41 min 45 s (SN) Forsling (Wennberg, Hörnqvist) — 56 min 53 s Lomberg (Vatrano, Gudas) — 65 min 56 s | Arbitrage : Steve Kozari, Brian Pochmara Brandon Gawryletz, Matt MacPherson |
| Vassilevski      | Gardiens | Driedger (40 min) Bobrovski (25 min 56 s)   | | Arbitrage : Steve Kozari, Brian Pochmara Brandon Gawryletz, Matt MacPherson |
| 6 min            | Pénalités | 8 min                                       | | Arbitrage : Steve Kozari, Brian Pochmara Brandon Gawryletz, Matt MacPherson |
| 31               | Tirs | 47                                          | | Arbitrage : Steve Kozari, Brian Pochmara Brandon Gawryletz, Matt MacPherson |

| 22 mai 2021 | Tampa Bay | 6-2 (3-1, 2-1, 1-0) | Floride | Amalie Arena 9 762 spectateurs |

| Feuille de match | Feuille de match | Feuille de match                               | Feuille de match                                                                                  | Feuille de match                                                              |
| ---------------- | --- | ---------------------------------------------- | ------------------------------------------------------------------------------------------------- | ----------------------------------------------------------------------------- |
|                  | Cirelli (Killorn, Černák) — 3 min Gourde (Koutcherov, Sergatchiov) — 7 min 24 s Palát (Černák, Koutcherov) — 16 min 45 s Killorn (Koutcherov, Hedman) — 25 min 41 s (SN) Killorn (Stamkos, Cirelli) — 27 min 15 s Koutcherov (Stamkos, Killorn) — 44 min 47 s (SN) | 1-0 2-0 2-1 3-1 4-1 5-1 5-2 6-2                | Huberdeau (Hörnqvist, Bennett) — 8 min 49 s (SN) Verhaeghe (Barkov, Huberdeau) — 38 min 45 s (SN) | Arbitrage : Garrett Rank, Kelly Sutherland Matt MacPherson, Brandon Gawryletz |
| Vassilevski      | Gardiens | Bobrovski (27 min 15 s) Driedger (31 min 10 s) |                                                                                                   | Arbitrage : Garrett Rank, Kelly Sutherland Matt MacPherson, Brandon Gawryletz |
| 42 min           | Pénalités | 50 min                                         |                                                                                                   | Arbitrage : Garrett Rank, Kelly Sutherland Matt MacPherson, Brandon Gawryletz |
| 26               | Tirs | 41                                             |                                                                                                   | Arbitrage : Garrett Rank, Kelly Sutherland Matt MacPherson, Brandon Gawryletz |

| 24 mai 2021 | Floride | 4-1 (0-1, 2-0, 2-0) | Tampa Bay | BB&T Center 11 551 spectateurs |

| Feuille de match | Feuille de match | Feuille de match    | Feuille de match                  | Feuille de match                                                           |
| ---------------- | --- | ------------------- | --------------------------------- | -------------------------------------------------------------------------- |
|                  | Weegar (Huberdeau, Bennett) — 26 min 19 s Marchment (Barkov, Weegar) — 36 min 55 s Hörnqvist (Barkov, Huberdeau) — 40 min 35 s (SN) Vatrano (Hörnqvist) — 59 min 45 s (CV) | 0-1 1-1 2-1 3-1 4-1 | Colton (Coleman, McDonagh) — 53 s | Arbitrage : Francois StLaurent, Kelly Sutherland Jonny Murray, Bevan Mills |
| Knight           | Gardiens | Vassilevski         |                                   | Arbitrage : Francois StLaurent, Kelly Sutherland Jonny Murray, Bevan Mills |
| 6 min            | Pénalités | 22 min              |                                   | Arbitrage : Francois StLaurent, Kelly Sutherland Jonny Murray, Bevan Mills |
| 38               | Tirs | 37                  |                                   | Arbitrage : Francois StLaurent, Kelly Sutherland Jonny Murray, Bevan Mills |

| 26 mai 2021 | Tampa Bay | 4-0 (1-0, 1-0, 2-0) | Floride | Amalie Arena 10 092 spectateurs |

| Feuille de match | Feuille de match | Feuille de match | Feuille de match | Feuille de match                                                           |
| ---------------- | --- | ---------------- | ---------------- | -------------------------------------------------------------------------- |
|                  | Maroon (Johnson, Sergatchiov) — 6 min 16 s Stamkos (Hedman, Koutcherov) — 33 min 27 s (SN) Point (Koutcherov, Černák) — 54 min 36 s Killorn (Černák, Stamkos) — 58 min 18 s (CV) | 1-0 2-0 3-0 4-0  |                  | Arbitrage : Francis Charron, Jon McIsaac Shandor Alphonso, Matt MacPherson |
| Vassilevski      | Gardiens | Knight           |                  | Arbitrage : Francis Charron, Jon McIsaac Shandor Alphonso, Matt MacPherson |
| 4 min            | Pénalités | 6 min            |                  | Arbitrage : Francis Charron, Jon McIsaac Shandor Alphonso, Matt MacPherson |
| 24               | Tirs | 29               |                  | Arbitrage : Francis Charron, Jon McIsaac Shandor Alphonso, Matt MacPherson |

- Cet article est partiellement ou en totalité issu de l'article intitulé « Séries éliminatoires de la Coupe Stanley 2021 » (voir la liste des auteurs).

#### Deuxième tour contre les Hurricanes
Le Lightning retrouve au second tour les Hurricanes de la Caroline, ces derniers ayant éliminé au premier tour les Predators de Nashville.
| 30 mai | Caroline | 1-2 (0-0, 0-1, 1-1) | Tampa Bay | PNC Arena 16 299 spectateurs |

| Feuille de match | Feuille de match                            | Feuille de match | Feuille de match                                                              | Feuille de match                                               |
| ---------------- | ------------------------------------------- | ---------------- | ----------------------------------------------------------------------------- | -------------------------------------------------------------- |
|                  | Bean (Svetchnikov, Fast) — 41 min 41 s (SN) | 0-1 1-1 1-2      | Point (Hedman, Koutcherov) — 28 min 15 s (SN) Goodrow (Coleman) — 52 min 39 s | Arbitrage : Chris Lee, Jean Hebert David Brisebois, Devin Berg |
| Nedeljkovic      | Gardiens                                    | Vassilevski      |                                                                               | Arbitrage : Chris Lee, Jean Hebert David Brisebois, Devin Berg |
| 6 min            | Pénalités                                   | 10 min           |                                                                               | Arbitrage : Chris Lee, Jean Hebert David Brisebois, Devin Berg |
| 38               | Tirs                                        | 30               |                                                                               | Arbitrage : Chris Lee, Jean Hebert David Brisebois, Devin Berg |

| 1er juin | Caroline | 1-2 (0-0, 0-1, 1-1) | Tampa Bay | PNC Arena 16 299 spectateurs |

| Feuille de match | Feuille de match                              | Feuille de match | Feuille de match                                                     | Feuille de match                                                      |
| ---------------- | --------------------------------------------- | ---------------- | -------------------------------------------------------------------- | --------------------------------------------------------------------- |
|                  | Svetchnikov (Staal, Teräväinen) — 58 min 30 s | 0-1 0-2 1-2      | Killorn (Stamkos) — 27 min 9 s Cirelli (Hedman, Černák) — 48 min 6 s | Arbitrage : Wes McCauley, Francis Charron Bryan Pancich, Andrew Smith |
| Nedeljkovic      | Gardiens                                      | Vassilevski      |                                                                      | Arbitrage : Wes McCauley, Francis Charron Bryan Pancich, Andrew Smith |
| 4 min            | Pénalités                                     | 4 min            |                                                                      | Arbitrage : Wes McCauley, Francis Charron Bryan Pancich, Andrew Smith |
| 32               | Tirs                                          | 15               |                                                                      | Arbitrage : Wes McCauley, Francis Charron Bryan Pancich, Andrew Smith |

| 3 juin | Tampa Bay | 2-3 (pr) (0-0, 2-2, 0-0, 0-1) | Caroline | Amalie Arena 13 544 spectateurs |

| Feuille de match | Feuille de match                                                                              | Feuille de match    | Feuille de match | Feuille de match                                                  |
| ---------------- | --------------------------------------------------------------------------------------------- | ------------------- | --- | ----------------------------------------------------------------- |
|                  | Point (Koutcherov, Stamkos) — 28 min 57 s (SN) Killorn (Koutcherov, Point) — 36 min 18 s (SN) | 0-1 0-2 1-2 2-2 2-3 | Pesce (Svetchnikov, Aho) — 25 min 15 s Aho (Teräväinen, Slavin) — 27 min 40 s Staal (Aho, Teräväinen) — 65 min 57 s (SN) | Arbitrage : Dan O'Rourke, Gord Dwyer Jonny Murray, Michel Cormier |
| Vassilevski      | Gardiens                                                                                      | Mrázek              | | Arbitrage : Dan O'Rourke, Gord Dwyer Jonny Murray, Michel Cormier |
| 4 min            | Pénalités                                                                                     | 6 min               | | Arbitrage : Dan O'Rourke, Gord Dwyer Jonny Murray, Michel Cormier |
| 37               | Tirs                                                                                          | 27                  | | Arbitrage : Dan O'Rourke, Gord Dwyer Jonny Murray, Michel Cormier |

| 5 juin | Tampa Bay | 6-4 (1-0, 4-4, 1-0) | Caroline | Amalie Arena 13 773 spectateurs |

| Feuille de match | Feuille de match | Feuille de match                        | Feuille de match | Feuille de match                                                    |
| ---------------- | --- | --------------------------------------- | --- | ------------------------------------------------------------------- |
|                  | Point (Palát, Černák) — 14 min 24 s Stamkos (Killorn, Point) — 29 min 54 s (SN) Koutcherov (Stamkos, Hedman) — 34 min 38 s (SN) Johnson (Colton, Maroon) — 37 min 10 s Stamkos (Koutcherov, Cirelli) — 39 min 37 s (SN) Koutcherov (Palát) — 46 min 1 s | 1-0 1-1 1-2 2-2 2-3 2-4 3-4 4-4 5-4 6-4 | Teräväinen (Staal, Svetchnikov) — 24 min 30 s Fast (Martinook, Slavin) — 25 min 9 s Hamilton (Aho, Svetchnikov) — 30 min 35 s Slavin (Paquette, Lorentz) — 32 min 41 s | Arbitrage : Eric Furlatt, Kevin Pollock Steve Barton, Scott Cherrey |
| Vassilevski      | Gardiens | Mrázek                                  | | Arbitrage : Eric Furlatt, Kevin Pollock Steve Barton, Scott Cherrey |
| 6 min            | Pénalités | 14 min                                  | | Arbitrage : Eric Furlatt, Kevin Pollock Steve Barton, Scott Cherrey |
| 26               | Tirs | 25                                      | | Arbitrage : Eric Furlatt, Kevin Pollock Steve Barton, Scott Cherrey |

| 8 juin | Caroline | 0-2 (0-0, 1-0, 1-0) | Tampa Bay | PNC Arena 16 299 spectateurs |

| Feuille de match | Feuille de match | Feuille de match | Feuille de match                                                  | Feuille de match                                                |
| ---------------- | ---------------- | ---------------- | ----------------------------------------------------------------- | --------------------------------------------------------------- |
|                  |                  | 1-0 2-0          | Point (Killorn, Koutcherov) — 24 min 6 s (SN) Colton — 49 min 4 s | Arbitrage : Chris Lee, Wes McCauley Mark Shewchyk, Jonny Murray |
| Nedeljkovic      | Gardiens         | Vassilevski      |                                                                   | Arbitrage : Chris Lee, Wes McCauley Mark Shewchyk, Jonny Murray |
| 8 min            | Pénalités        | 10 min           |                                                                   | Arbitrage : Chris Lee, Wes McCauley Mark Shewchyk, Jonny Murray |
| 29               | Tirs             | 25               |                                                                   | Arbitrage : Chris Lee, Wes McCauley Mark Shewchyk, Jonny Murray |

- Cet article est partiellement ou en totalité issu de l'article intitulé « Séries éliminatoires de la Coupe Stanley 2021 » (voir la liste des auteurs).

#### Demi-finale de la Coupe Stanley contre les Islanders
Le Lightning croise la route des Islanders pour une deuxième année de suite en demi-finale. Ils ont eu le meilleur sur ces derniers en sept matchs la saison passée.
| 13 juin | Tampa Bay | 1-2 (0-0, 0-1, 1-1) | New York | Amalie Arena 14 513 spectateurs |

| Feuille de match | Feuille de match                         | Feuille de match | Feuille de match                                            | Feuille de match                                                         |
| ---------------- | ---------------------------------------- | ---------------- | ----------------------------------------------------------- | ------------------------------------------------------------------------ |
|                  | Point (Killorn, Koutcherov) — 59 min 6 s | 0-1 0-2 1-2      | Barzal (Bailey) — 32 min 32 s Pulock (Eberle) — 45 min 36 s | Arbitrage : Eric Furlatt, Kelly Sutherland David Brisebois, Jonny Murray |
| Vassilevski      | Gardiens                                 | Varlamov         |                                                             | Arbitrage : Eric Furlatt, Kelly Sutherland David Brisebois, Jonny Murray |
| 8 min            | Pénalités                                | 6 min            |                                                             | Arbitrage : Eric Furlatt, Kelly Sutherland David Brisebois, Jonny Murray |
| 31               | Tirs                                     | 31               |                                                             | Arbitrage : Eric Furlatt, Kelly Sutherland David Brisebois, Jonny Murray |

| 15 juin | Tampa Bay | 4-2 (1-1, 1-0, 2-1) | New York | Amalie Arena 14 771 spectateurs |

| Feuille de match | Feuille de match | Feuille de match                             | Feuille de match                                               | Feuille de match                                                          |
| ---------------- | --- | -------------------------------------------- | -------------------------------------------------------------- | ------------------------------------------------------------------------- |
|                  | Point (Koutcherov, Savard) — 8 min 58 s Palát (Koutcherov, Hedman) — 33 min 15 s Rutta (Goodrow, Coleman) — 42 min 16 s Hedman (Koutcherov, Stamkos) — 49 min 17 s (SN) | 1-0 1-1 2-1 3-1 4-1 4-2                      | Nelson — 13 min 30 s (SN) Barzal (Eberle, Leddy) — 56 min 44 s | Arbitrage : Dan O'Rourke, Francois StLaurent Ryan Gibbons, Michel Cormier |
| Vassilevski      | Gardiens | Varlamov (50 min 46 s) Sorokine (6 min 50 s) |                                                                | Arbitrage : Dan O'Rourke, Francois StLaurent Ryan Gibbons, Michel Cormier |
| 21 min           | Pénalités | 33 min                                       |                                                                | Arbitrage : Dan O'Rourke, Francois StLaurent Ryan Gibbons, Michel Cormier |
| 33               | Tirs | 26                                           |                                                                | Arbitrage : Dan O'Rourke, Francois StLaurent Ryan Gibbons, Michel Cormier |

| 17 juin | New York | 1-2 (1-0, 1-1, 0-0) | Tampa Bay | Nassau Coliseum 12 978 spectateurs |

| Feuille de match | Feuille de match                           | Feuille de match | Feuille de match                                                               | Feuille de match                                                         |
| ---------------- | ------------------------------------------ | ---------------- | ------------------------------------------------------------------------------ | ------------------------------------------------------------------------ |
|                  | Clutterbuck (Martin, Cizikas) — 37 min 1 s | 1-0 1-1 2-1      | Gourde (Coleman, Černák) — 10 min 5 s Point (Hedman, Koutcherov) — 39 min 40 s | Arbitrage : Kelly Sutherland, Eric Furlatt David Brisebois, Jonny Murray |
| Varlamov         | Gardiens                                   | Vassilevski      |                                                                                | Arbitrage : Kelly Sutherland, Eric Furlatt David Brisebois, Jonny Murray |
| 2 min            | Pénalités                                  | 2 min            |                                                                                | Arbitrage : Kelly Sutherland, Eric Furlatt David Brisebois, Jonny Murray |
| 28               | Tirs                                       | 25               |                                                                                | Arbitrage : Kelly Sutherland, Eric Furlatt David Brisebois, Jonny Murray |

| 19 juin | New York | 3-2 (0-0, 3-0, 0-2) | Tampa Bay | Nassau Coliseum 12 978 spectateurs |

| Feuille de match | Feuille de match | Feuille de match    | Feuille de match                                                                 | Feuille de match                                                              |
| ---------------- | --- | ------------------- | -------------------------------------------------------------------------------- | ----------------------------------------------------------------------------- |
|                  | Bailey (Nelson, Beauvillier) — 25 min 30 s Barzal (Clutterbuck, Pelech) — 33 min 46 s Martin (Clutterbuck, Pelech) — 37 min 57 s | 1-0 2-0 3-0 3-1 3-2 | Point (Palát, Černák) — 43 min 45 s Johnson (Koutcherov, McDonagh) — 46 min 43 s | Arbitrage : Francois StLaurent, Kelly Sutherland Michel Cormier, Ryan Gibbons |
| Varlamov         | Gardiens | Vassilevski         |                                                                                  | Arbitrage : Francois StLaurent, Kelly Sutherland Michel Cormier, Ryan Gibbons |
| 4 min            | Pénalités | 8 min               |                                                                                  | Arbitrage : Francois StLaurent, Kelly Sutherland Michel Cormier, Ryan Gibbons |
| 30               | Tirs | 30                  |                                                                                  | Arbitrage : Francois StLaurent, Kelly Sutherland Michel Cormier, Ryan Gibbons |

| 21 juin | Tampa Bay | 8-0 (3-0, 3-0, 2-0) | New York | Amalie Arena 14 791 spectateurs |

| Feuille de match | Feuille de match | Feuille de match                              | Feuille de match | Feuille de match                                                      |
| ---------------- | --- | --------------------------------------------- | ---------------- | --------------------------------------------------------------------- |
|                  | Stamkos (Killorn, Cirelli) — 45 s Gourde (Coleman) — 11 min 4 s Killorn (Savard) — 15 min 27 s Stamkos (Hedman, Koutcherov) — 25 min 42 s (SN) Palát (Savard, Koutcherov) — 35 min 43 s Killorn (Hedman, Point) — 37 min 53 s (SN) Point (Koutcherov, Stamkos) — 41 min 59 s (SN) Schenn (Maroon, Colton) — 52 min 5 s | 1-0 2-0 3-0 4-0 5-0 6-0 7-0 8-0               |                  | Arbitrage : Francis Charron, Gord Dwyer Scott Cherrey, Kiel Murchison |
| Vassilevski      | Gardiens | Varlamov (15 min 27 s) Sorokine (44 min 33 s) |                  | Arbitrage : Francis Charron, Gord Dwyer Scott Cherrey, Kiel Murchison |
| 28 min           | Pénalités | 57 min                                        |                  | Arbitrage : Francis Charron, Gord Dwyer Scott Cherrey, Kiel Murchison |
| 42               | Tirs | 21                                            |                  | Arbitrage : Francis Charron, Gord Dwyer Scott Cherrey, Kiel Murchison |

| 23 juin | New York | 3-2 (pr) (0-1, 1-1, 1-0, 1-0) | Tampa Bay | Nassau Coliseum 12 978 spectateurs |

| Feuille de match | Feuille de match                                                                                       | Feuille de match    | Feuille de match                                                  | Feuille de match                                              |
| ---------------- | --- | ------------------- | ----------------------------------------------------------------- | ------------------------------------------------------------- |
|                  | Eberle (Barzal, Greene) — 34 min 22 s Mayfield (Barzal, Pelech) — 51 min 16 s Beauvillier — 61 min 8 s | 0-1 0-2 1-2 2-2 3-2 | Point (Cirelli) — 16 min 2 s Cirelli (Palát, Point) — 32 min 36 s | Arbitrage : Chris Lee, Gord Dwyer Bryan Pancich, Andrew Smith |
| Varlamov         | Gardiens                                                                                               | Vassilevski         |                                                                   | Arbitrage : Chris Lee, Gord Dwyer Bryan Pancich, Andrew Smith |
| 6 min            | Pénalités                                                                                              | 8 min               |                                                                   | Arbitrage : Chris Lee, Gord Dwyer Bryan Pancich, Andrew Smith |
| 28               | Tirs                                                                                                   | 24                  |                                                                   | Arbitrage : Chris Lee, Gord Dwyer Bryan Pancich, Andrew Smith |

| 25 juin | Tampa Bay | 1-0 (0-0, 1-0, 0-0) | New York | Amalie Arena 14 805 spectateurs |

| Feuille de match | Feuille de match                             | Feuille de match | Feuille de match | Feuille de match                                                      |
| ---------------- | -------------------------------------------- | ---------------- | ---------------- | --------------------------------------------------------------------- |
|                  | Gourde (Cirelli, Killorn) — 21 min 49 s (IN) | 1-0              |                  | Arbitrage : Francis Charron, Gord Dwyer Michel Cormier, Scott Cherrey |
| Vassilevski      | Gardiens                                     | Varlamov         |                  | Arbitrage : Francis Charron, Gord Dwyer Michel Cormier, Scott Cherrey |
| 2 min            | Pénalités                                    | 0 min            |                  | Arbitrage : Francis Charron, Gord Dwyer Michel Cormier, Scott Cherrey |
| 31               | Tirs                                         | 18               |                  | Arbitrage : Francis Charron, Gord Dwyer Michel Cormier, Scott Cherrey |

- Cet article est partiellement ou en totalité issu de l'article intitulé « Séries éliminatoires de la Coupe Stanley 2021 » (voir la liste des auteurs).

#### Finale de la Coupe Stanley contre les Canadiens
Le Lightning de Tampa Bay est, d'après la majorité des experts, l'équipe de hockey la mieux construite, possédant des joueurs étoiles à chaque poste : Andreï Vassilevski au but, Victor Hedman en défense, Brayden Point, Steven Stamkos et Nikita Koutcherov. Ils retrouvent en finale une équipe que personne n’attendait, les Canadiens de Montréal. Ces derniers ont réussi à renverser la série contre les Maple Leafs de Toronto lors du premier tour, lorsqu’étant mené 3-1, ils sont parvenus à remporter trois matchs consécutifs pour s’imposer 4-3. Il leur a ensuite fallu quatre matchs pour éliminer les Jets de Winnipeg et six matchs contre les Golden Knights de Vegas pour parvenir à se qualifier pour cette finale.
Le premier match de la finale se joue à Tampa le 28 juin 2021. Lors de la 6e minute de jeu, Erik Černák redirige une passe d'Ondrej Palat dans le haut du filet pour battre Carey Price. Yanni Gourde se charge de doubler l'avance pour le Lightning durant la 5e minute de la seconde période. Les Canadiens parviennent à marquer deux minutes et vingt secondes avant la deuxième pause. Ben Chiarot décoche un tir sur réception qui dévie sur deux joueurs du Lightning avant de tromper Vassilevski. Le Même Chiarot se transforme en héros malheureux lors de la 2e minute du troisième tiers, voulant dévier une passe de Koutcherov, il place la rondelle hors de portée de Price. Ce même Koutcherov donne trois longueurs d'avance à Tampa Bay lors de la 11e minute. Point gagne une mise en jeu et adresse une passe directe à Koutcherov qui tire instantanément, prenant de vitesse Price. Alors qu'il reste une minute et dix secondes, Stamkos scelle le score du match en avantage numérique, 5-1 pour le Lightning.
Le match numéro deux se déroule deux jours plus tard, toujours à Tampa. Aucun but n'est inscrit dans la première période, mais les Canadiens dominent le débat, décochant treize tirs contre seulement six pour le Lightning. Lors de la 6e minute de la seconde période, Anthony Cirelli, profitant du trafic devant le but des Canadiens, tente un tir de la ligne bleue et parvient à tromper la vigilance de Price pour ouvrir le score. Quatre minutes plus tard, alors que les Canadiens sont en avantage numérique, Nicholas Suzuki décoche un tir du revers anodin qui abuse Vassilevski qui ne réalise même pas que la rondelle lui passe entre les jambières. À trois dixièmes de secondes de la seconde pause, Blake Coleman en plongeant sur la glace parvient à dévier la rondelle adressée par Barclay Goodrow dans le but des Canadiens pour donner l'avantage au Lightning. Alors que les Canadiens continue à dominer le jeu, ils voient leur adversaire capitaliser sur chacune de leurs erreurs comme durant la 15e minute du troisième tiers, lorsque Joel Edmundson commet un revirement, Palat en profite pour inscrire son cinquième but des séries et permettre au Lightning de l'emporter 3-1.
Le 2 juillet 2021 a lieu le premier match à Montréal et il s'agit du premier match de finale disputé dans le Centre Bell. Le Lightning commence le match en force, inscrivant le 1-0 après seulement une minute et cinquante-deux secondes de jeu, Jan Rutta décoche un tir précis que Price ne peut voir à cause du trafic devant sa cage. Deux minutes plus tard, alors que les Canadiens sont en infériorité numérique, Hedman tire depuis la ligne bleue et trompe Price sous le bras pour inscrire le 2-0. Il faut attendre la 11e minute pour voir les Canadiens enfin marquer un but, Phillip Danault lors d'un deux contre un, tir en pleine lucarne. Le deuxième tiers est à peine commencé que les Canadiens commettent une erreur grossière lors d'un changement, permettant ainsi à Palat et à Koutcherov de partir à deux contre zéro aboutissant au troisième but du Lightning. Deux minutes plus tard, Tyler Johnson profite d'un rebond accordé par Price pour porter la marque à 4-1. Avec moins de deux minutes à jouer dans ce tiers, Suzuki tire à ras la glace dans un angle restreint et parvient à surprendre Vassilevski. Alors qu'il reste moins de cinq minutes à jouer, Johnson inscrit le 5-2 en deux temps. Trente-neuf secondes plus tard, Perry décoche un tir parfait dans le haut du filet pour inscrire le troisième but des Canadiens. Cinquante seconde plus tard, Coleman scelle le score du match, 6-3, dans une cage vide. Au terme de la soirée, le Lightning mène 3-0 dans cette série.
Deux jours plus tard, avant le début du match un hommage est rendu au gardien des Blue Jackets de Columbus, Matīss Kivlenieks, décédé le 4 juillet 2021 des suites d'un traumatisme thoracique dû à un feu d'artifice. Lors de la 15e minute, Suzuki sert une passe du revers parfaite depuis l'arrière du but du Lightning à Josh Anderson situé dans l'enclave et lui permet d'ouvrir la marque. Alors qu'il reste moins de trois minutes à jouer au deuxième tiers, Goodrow déjoue Price pour ramener les deux équipes à égalité. Un peu avant la 9e minute du troisième tiers, Romanov marque son premier but en série éliminatoire, d'un tir de la ligne bleue. Cinq minutes plus tard, Patrick Maroon  ramène tout le monde à égalité. Le match se joue en prolongation et Anderson joue les héros en inscrivant un but alors qu'il glisse sur le dos un peu avant la 4e minute, offrant leur première victoire aux Canadiens dans cette finale.
Le 7 juillet 2021 a lieu le cinquième affrontement à Tampa. Le défi est de taille pour les Canadiens qui tentent de devenir la première équipe à battre deux matchs de suite au Lightning en série, depuis les Blue Jackets lors de la première ronde en 2019. Aucun but n'est inscrit lors du premier tiers et Tampa Bay mène treize à quatre au niveau de tirs au but. Lors de la 13e minute du deuxième tiers, David Savard adresse une passe à Ross Colton qui n'a plus qu'à pousser la rondelle au fond de la cage des Canadiens. Il s'agit du seul but inscrit dans ce match. Vassilevski réussit un exploit en obtenant un blanchissage sur ce match, durant ces séries éliminatoires chacun des matchs décisifs il parvient à éliminer ses adversaires sur un blanchissage. Le Lightning est sacré champion, remportant la série 4-1 et Vassilevski est désigné meilleur joueur des séries, remportant le trophée Conn-Smythe.
| 28 juin | Tampa Bay | 4-1 (1-0, 1-1, 3-0) | Montréal | Amalie Arena 15 911 spectateurs |

| Feuille de match | Feuille de match | Feuille de match        | Feuille de match                          | Feuille de match                                                         |
| ---------------- | --- | ----------------------- | ----------------------------------------- | ------------------------------------------------------------------------ |
|                  | Černák (Palát, Point) — 6 min 19 s Gourde (Coleman, Goodrow) — 25 min 47 s Koutcherov (Sergatchiov) — 42 min Koutcherov (Point) — 51 min 25 s Stamkos (Koutcherov, Point) — 58 min 50 s (SN) | 1-0 2-0 2-1 3-1 4-1 5-1 | Chiarot (Kotkaniemi, Weber) — 37 min 40 s | Arbitrage : Dan O'Rourke, Francis Charron Michel Cormier, Kiel Murchison |
| Vassilevski      | Gardiens | Price                   |                                           | Arbitrage : Dan O'Rourke, Francis Charron Michel Cormier, Kiel Murchison |
| 6 min            | Pénalités | 8 min                   |                                           | Arbitrage : Dan O'Rourke, Francis Charron Michel Cormier, Kiel Murchison |
| 27               | Tirs | 19                      |                                           | Arbitrage : Dan O'Rourke, Francis Charron Michel Cormier, Kiel Murchison |

| 30 juin | Tampa Bay | 3-1 (0-0, 2-1, 1-0) | Montréal | Amalie Arena 17 166 spectateurs |

| Feuille de match | Feuille de match                                                                                     | Feuille de match | Feuille de match          | Feuille de match                                                         |
| ---------------- | --- | ---------------- | ------------------------- | ------------------------------------------------------------------------ |
|                  | Cirelli (Johnson, Rutta) — 26 min 40 s Coleman (Goodrow, McDonagh) — 39 min 58 s Palát — 55 min 42 s | 1-0 1-1 2-1 3-1  | Suzuki — 30 min 36 s (SN) | Arbitrage : Kelly Sutherland, Eric Furlatt Jonny Murray, David Brisebois |
| Vassilevski      | Gardiens                                                                                             | Price            |                           | Arbitrage : Kelly Sutherland, Eric Furlatt Jonny Murray, David Brisebois |
| 20 min           | Pénalités                                                                                            | 20 min           |                           | Arbitrage : Kelly Sutherland, Eric Furlatt Jonny Murray, David Brisebois |
| 23               | Tirs                                                                                                 | 43               |                           | Arbitrage : Kelly Sutherland, Eric Furlatt Jonny Murray, David Brisebois |

| 2 juillet | Montréal | 3-6 (1-2, 1-2, 1-2) | Tampa Bay | Centre Bell 3 500 spectateurs |

| Feuille de match | Feuille de match                                                                                             | Feuille de match                    | Feuille de match | Feuille de match                                                      |
| ---------------- | --- | ----------------------------------- | --- | --------------------------------------------------------------------- |
|                  | Danault (Weber) — 11 min 16 s Suzuki (Petry, Caufield) — 38 min 4 s Perry (Gallagher, Chiarot) — 55 min 58 s | 0-1 0-2 1-2 1-3 1-4 2-4 2-5 3-5 3-6 | Rutta (Palát, Hedman) — 1 min 52 s Hedman (Koutcherov, Cirelli) — 3 min 27 s (SN) Koutcherov (Palát, Černák) — 21 min 40 s Johnson (Joseph, Savard) — 23 min 33 s Johnson — 55 min 19 s Coleman (Goodrow) — 56 min 48 s (CV) | Arbitrage : Gord Dwyer, Francis Charron Scott Cherrey, Kiel Murchison |
| Price            | Gardiens | Vassilevski                         | | Arbitrage : Gord Dwyer, Francis Charron Scott Cherrey, Kiel Murchison |
| 2 min            | Pénalités | 2 min                               | | Arbitrage : Gord Dwyer, Francis Charron Scott Cherrey, Kiel Murchison |
| 35               | Tirs | 30                                  | | Arbitrage : Gord Dwyer, Francis Charron Scott Cherrey, Kiel Murchison |

| 5 juillet | Montréal | 3-2 (pr) (1-0, 0-1, 1-1, 1-0) | Tampa Bay | Centre Bell 3 500 spectateurs |

| Feuille de match | Feuille de match                                                                                          | Feuille de match    | Feuille de match                                                                 | Feuille de match                                                         |
| ---------------- | --- | ------------------- | -------------------------------------------------------------------------------- | ------------------------------------------------------------------------ |
|                  | Anderson (Suzuki, Caufield) — 15 min 39 s Romanov (Evans) — 48 min 48 s Anderson (Caufield) — 63 min 57 s | 1-0 1-1 2-1 2-2 3-2 | Goodrow (McDonagh, Coleman) — 37 min 20 s Maroon (Joseph, Johnson) — 53 min 48 s | Arbitrage : Eric Furlatt, Kelly Sutherland David Brisebois, Jonny Murray |
| Price            | Gardiens                                                                                                  | Vassilevski         |                                                                                  | Arbitrage : Eric Furlatt, Kelly Sutherland David Brisebois, Jonny Murray |
| 20 min           | Pénalités                                                                                                 | 12 min              |                                                                                  | Arbitrage : Eric Furlatt, Kelly Sutherland David Brisebois, Jonny Murray |
| 21               | Tirs | 34                  |                                                                                  | Arbitrage : Eric Furlatt, Kelly Sutherland David Brisebois, Jonny Murray |

| 7 juillet | Tampa Bay | 1-0 (0-0, 1-0, 0-0) | Montréal | Amalie Arena 18 110 spectateurs |

| Feuille de match | Feuille de match                        | Feuille de match | Feuille de match | Feuille de match                                                         |
| ---------------- | --------------------------------------- | ---------------- | ---------------- | ------------------------------------------------------------------------ |
|                  | Colton (Savard, McDonagh) — 33 min 27 s | 1-0              |                  | Arbitrage : Dan O'Rourke, Kelly Sutherland Scott Cherrey, Michel Cormier |
| Vassilevski      | Gardiens                                | Price            |                  | Arbitrage : Dan O'Rourke, Kelly Sutherland Scott Cherrey, Michel Cormier |
| 8 min            | Pénalités                               | 8 min            |                  | Arbitrage : Dan O'Rourke, Kelly Sutherland Scott Cherrey, Michel Cormier |
| 30               | Tirs                                    | 22               |                  | Arbitrage : Dan O'Rourke, Kelly Sutherland Scott Cherrey, Michel Cormier |

- Cet article est partiellement ou en totalité issu de l'article intitulé « Séries éliminatoires de la Coupe Stanley 2021 » (voir la liste des auteurs).

### Statistiques des joueurs
| No | Nationalité | Joueur             | PJ | V  | D | Min   | BC | BL | Moy  | %Arr | A | Pun |
| -- | ----------- | ------------------ | -- | -- | - | ----- | -- | -- | ---- | ---- | - | --- |
| 88 | Russie      | Andreï Vassilevski | 23 | 16 | 7 | 1 390 | 44 | 5  | 1,90 | 93,7 | 0 | 0   |

| No | Nationalité        | Joueur              | PJ | B | A  | Pts | Pun |
| -- | ------------------ | ------------------- | -- | - | -- | --- | --- |
| 2  | Canada             | Luke Schenn         | 8  | 1 | 0  | 1   | 9   |
| 27 | États-Unis         | Ryan McDonagh       | 23 | 0 | 8  | 8   | 14  |
| 44 | République tchèque | Jan Rutta           | 23 | 2 | 1  | 3   | 8   |
| 58 | Canada             | David Savard        | 20 | 0 | 5  | 5   | 6   |
| 77 | Suède              | Victor Hedman       | 23 | 2 | 16 | 18  | 8   |
| 81 | Slovaquie          | Erik Černák         | 21 | 1 | 9  | 10  | 16  |
| 98 | Russie             | Mikhaïl Sergatchiov | 23 | 0 | 3  | 3   | 18  |

| No | Nationalité        | Joueur            | Poste | PJ | B  | A  | Pts | Pun |
| -- | ------------------ | ----------------- | ----- | -- | -- | -- | --- | --- |
| 7  | Canada             | Mathieu Joseph    | AD    | 6  | 0  | 2  | 2   | 0   |
| 9  | États-Unis         | Tyler Johnson     | C     | 23 | 4  | 3  | 7   | 0   |
| 14 | États-Unis         | Patrick Maroon    | AG    | 23 | 2  | 2  | 4   | 37  |
| 17 | États-Unis         | Alexander Killorn | AG    | 19 | 8  | 9  | 17  | 6   |
| 18 | République tchèque | Ondřej Palát      | AG    | 23 | 5  | 8  | 13  | 10  |
| 19 | Canada             | Barclay Goodrow   | AD    | 18 | 2  | 4  | 6   | 26  |
| 20 | États-Unis         | Blake Coleman     | C     | 23 | 3  | 8  | 11  | 22  |
| 21 | Canada             | Brayden Point     | C     | 23 | 14 | 9  | 23  | 8   |
| 37 | Canada             | Yanni Gourde      | C     | 23 | 6  | 1  | 7   | 13  |
| 71 | Canada             | Anthony Cirelli   | C     | 23 | 5  | 7  | 12  | 20  |
| 79 | États-Unis         | Ross Colton       | C     | 23 | 4  | 2  | 6   | 12  |
| 86 | Russie             | Nikita Koutcherov | AD    | 23 | 8  | 24 | 32  | 14  |
| 91 | Canada             | Steven Stamkos    | C     | 23 | 8  | 10 | 18  | 4   |

## Noms inscrits sur la Coupe Stanley
La Ligue nationale de hockey autorise chaque équipe championne de la Coupe Stanley à inscrire un maximum de 52 personnes comprenant joueurs et dirigeants. Les 52 personnalités du Lightning dont les noms sont inscrits sur la Coupe sont les suivantes, :
- Dirigeants : Jeffrey et Penny Vinik (propriétaires), Steve Griggs (chef de la direction), Julien BriseBois (directeur général), Al Murray (assistant du directeur général), Jamie Pushor (assistant du directeur général), Stacy Roest (assistant du directeur général), Mathieu Darche (directeur des opérations hockey), Jon Cooper (entraîneur-chef), Jeff Halpern (entraîneur assistant), Derek Lalonde (entraîneur assistant), Rob Zettler (entraîneur assistant), Frantz Jean (entraîneur des gardiens), Brian Garlock (coordinateur vidéo), Nigel Kirwan (coordinateur vidéo), Ryan Hamilton (préparateur mental), Jean-Philippe Côté (responsable du développement des joueurs), Mark Lambert (directeur du conditionnement physique), Tom Mulligan (préparateur physique), Michael Poirier (assistant préparateur physique), Ray Thill (responsable de l'équipement), Rob Kennedy (assistant du responsable de l'équipement), Jason Berger (assistant du responsable de l'équipement), Christian Rivas (massothérapeute), Brandon Rodgers (physiothérapeute), Ryan Belec (directeur technique), Liz Sylvia Kokoharsky (directrice de l'administration hockey), Michael Peterson (directeur des analyses hockey), Ben Morgan (analyste vidéo).
- Joueurs : Steven Stamkos (capitaine), Erik Cernak, Anthony Cirelli, Blake Coleman, Ross Colton, Cal Foote, Barclay Goodrow, Yanni Gourde, Victor Hedman, Tyler Johnson, Mathieu Joseph, Alex Killorn, Nikita Kucherov, Pat Maroon, Ryan McDonagh, Curtis McElhinney, Ondrej Palat, Brayden Point, Jan Rutta, David Savard, Luke Schenn, Mikhail Sergachev et Andrei Vasilevsky.